# Pinto-Correia-Schulen

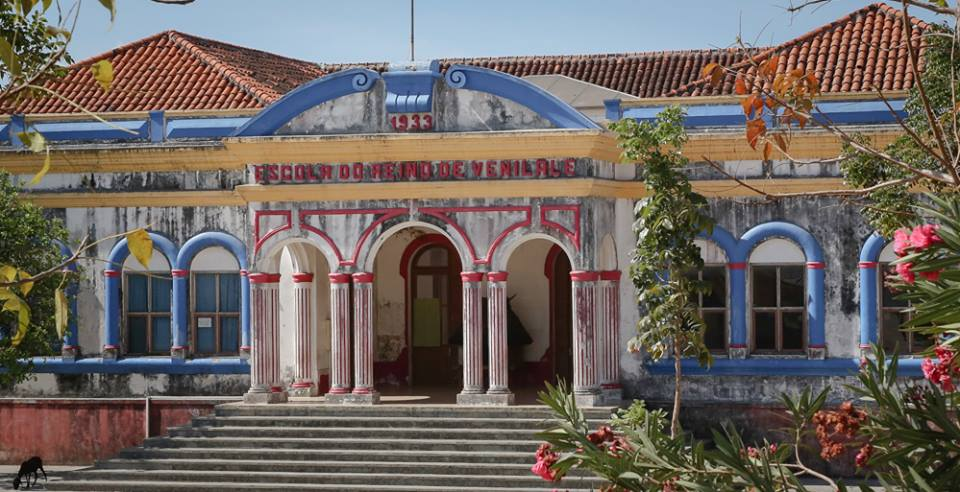
Escola do Reino de Venilale (2015)

Die Pinto-Correia-Schulen sind sieben Schulgebäude, die im Auftrag von Leutnant Armando Eduardo Pinto Correia, dem Verwalter der Militärkommandantur Baucau (1928 bis 1934) in der damaligen Kolonie Portugiesisch-Timor (heute Osttimor) erbaut wurden. Sie entstanden in Baucau (Ortsteil Teulale im Suco Caibada Makasa’e), Laga, Haudere (Baguia), Quelicai (Afaçá), Vemasse, Laivai und Venilale.

## Geschichte

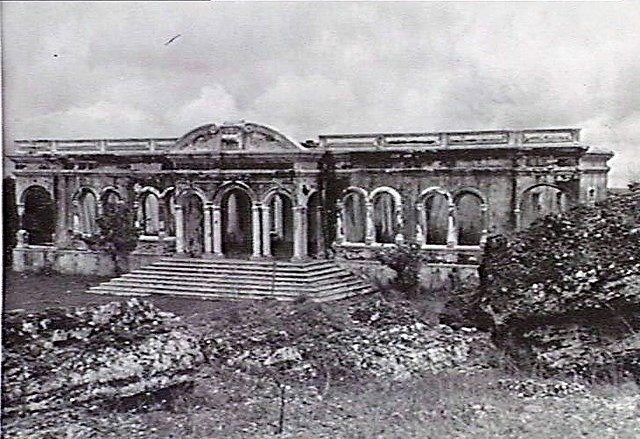
Schule in Venilale nach dem Zweiten Krieg (1946)

Bis zu diesem Zeitpunkt gab es in der Militärkommandantur nur drei mäßige Missionarsschulen. Diese sollten durch die neuen Einrichtungen ersetzt werden. Finanziert wurden die Bauwerke durch die lokale Administration. Erbaut wurden sie durch freiwillige Arbeit der einheimischen Bevölkerung. Alle sieben Schulen wurden nach demselben Prinzip von Pinto Correia errichtet. Jedes Gebäude hatte ein Foyer, einen Innenhof (Patio), ein Klassenzimmer und ein Refektorium. Die Schule des Reichs von Venilale (portugiesisch Escola do Reino de Venilale) ist das größte der Bauwerke und folgt dem Modell zweier Pavillons mit einem einfachen, eingeschnittenen Walmdach aus gewelltem Zinkblech. Zwischen den beiden Pavillons stellt ein dritter die Verbindung her, in dem sich die Vorhalle mit dem Haupteingang befindet und die auch in den Patio führt. Er erinnert an einen Klosterhof und hat eine Rundmauer. Innen gab es ein Blumenbeet und einen schattenspendenden Baum. Auf diese Weise entstand aus den drei Pavillons ein „U“ mit einer einfachen Veranda an den Galerien, die mit ihren Arkaden die Arme des Buchstaben bilden. Ein Giebel krönt im Zentrum den Haupteingang mit seinen drei Arkaden. Der mittlere Bogen ist erhöht, zum Eingang hin führt eine pyramidenartige Treppe mit einem Podest am oberen Ende, vor dem Einlass. Der runde Giebel und die Doppelsäulen lassen einen chinesischen Einfluss auf den ansonsten klassizistische Stil der Vorderfront erkennen.
Pinto Correia war auch für die Lehrpläne verantwortlich. So war das Schulgebäude Zentrum eines Netzwerkes von Einrichtungen, wie Anlagen zum Außen- und Innensport, Werkstätten für Holz- und Metallverarbeitung, ein Garten für den Unterricht in Landwirtschaft und eine Unterkunft für den Lehrer. Hier spiegelt sich die koloniale Denkweise wider, nach der es genügte, der einheimischen Bevölkerung nur Grundlagen in Lesen und Schreiben beizubringen und dieses mit einer praktischen Ausbildung zu ergänzen.
Die Schule von Venilale wurde 2005 renoviert. In ihr befindet sich heute ein Computerraum, eine Bücherei, ein Spielzimmer und ein Aufenthaltsraum. Sie und auch die Sekundarschule St. Antonius von Teolale werden von den Salesianer Don Boscos betrieben. Die Schule von Vemasse und die Schule von Haudere, zwei Kilometer vom Ort Baguia entfernt, wurden im Zweiten Weltkrieg schwer beschädigt. Während die Schule von Vemasse renoviert wurde, zerfiel jene in Haudere, so dass heute nur noch die Außenmauern stehen. Auch die Schule von Laivai in Ililai ist heute nur noch eine Ruine.
Die 1932 gebaute Schule von Quelicai in Afaçá (heute Verwaltungsamt Quelicai Antigo) wurde im Zweiten Weltkrieg teilweise zerstört und konnte nicht mehr zum Unterricht verwendet werden. Nach der indonesischen Invasion diente das Gebäude den Besatzern als Kaserne, was zu weiteren Zerstörungen führte. Anfang 1980er-Jahre standen von der Schule nur noch die Außenmauern. Seit 2014 nutzt man die Ruine trotzdem wieder als Sekundarschule, unter dem Namen Escola D. Carlos Filipe Ximenes Belo, da Geld für einen Neubau fehlt. Die Klassenzimmer wurden mit Zinkblechen, Bambus und Palmblättern abgedeckt. Seit 2018 versucht ein Förderverein 400.000 US-Dollar für eine Sanierung der Schule zu sammeln.

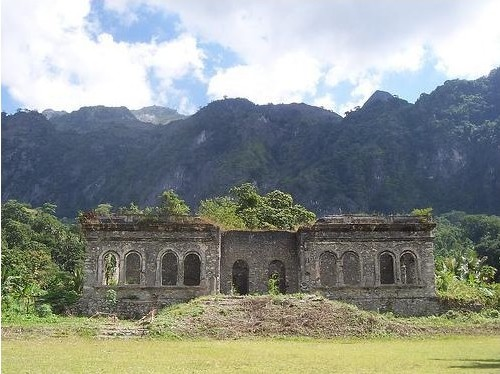
Escola do Reino de Haudere, Baguia (2014)
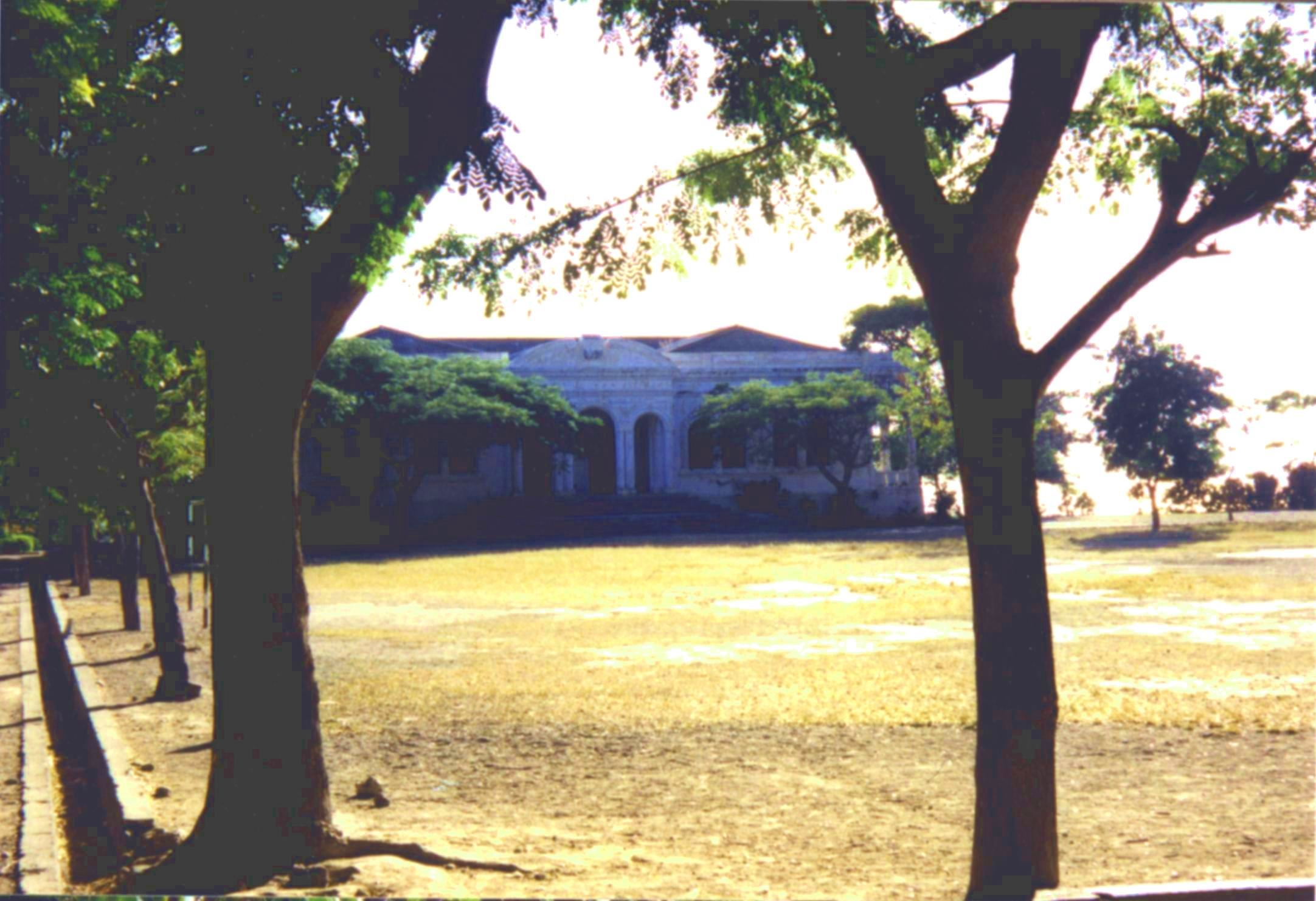
Teolale, Baucau (2002)
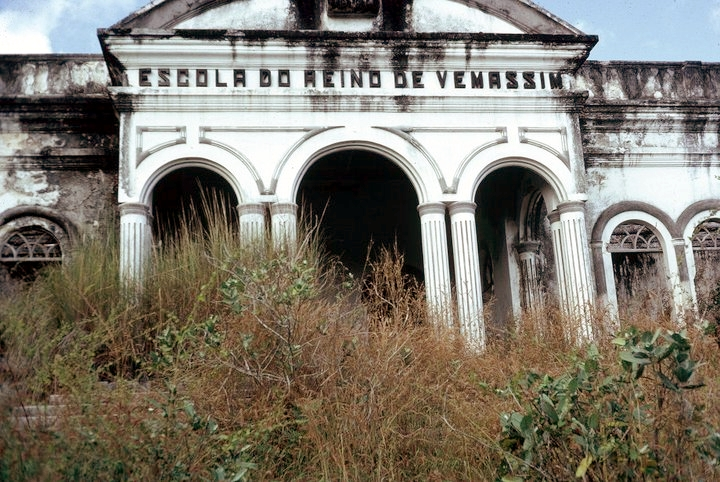
Escola do Reino de Vemassim (Vemasse 1970)
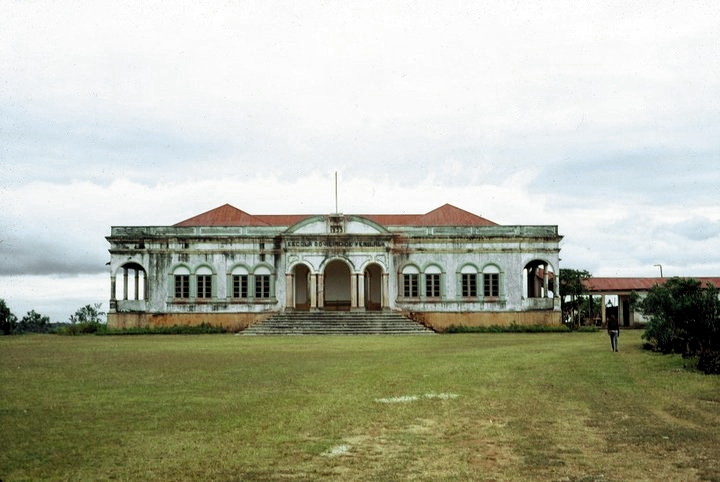
Venilale (1970)
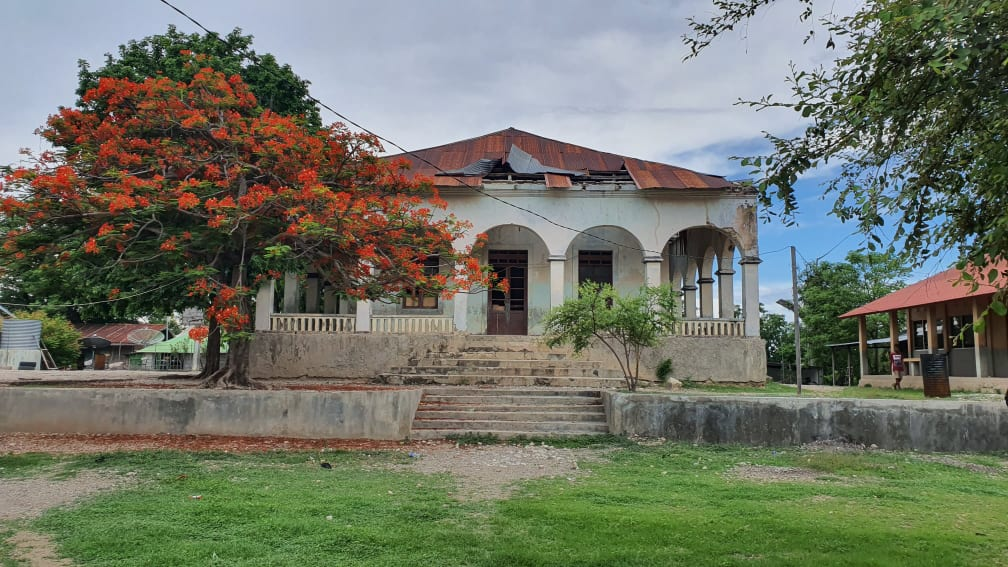
Laga (2020)
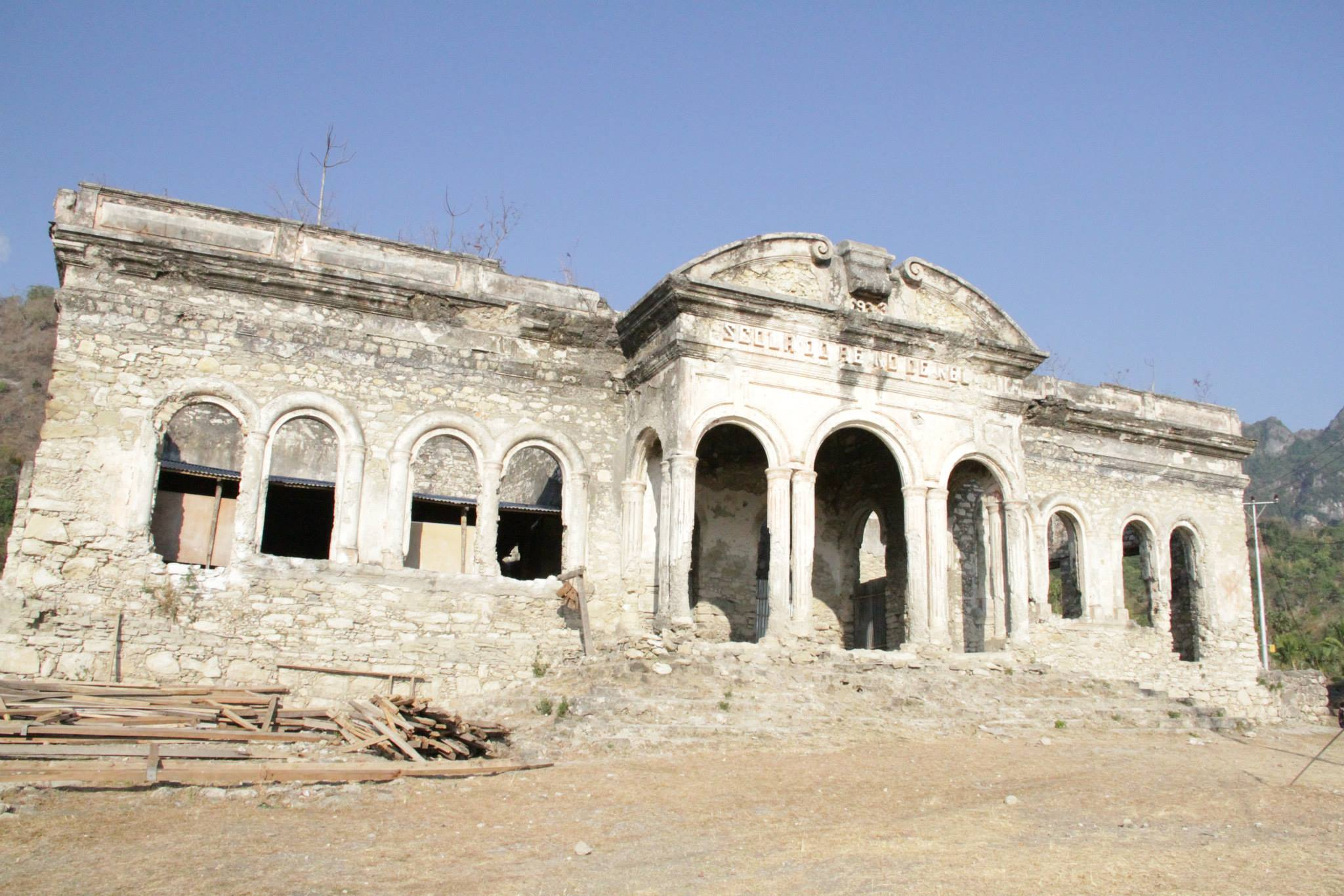
Quelicai in Afaçá (2014)